# Szalay Károly (tanár)
Szalay Károly, Szalai Károly Aladár (Kecskemét, 1871. november 21. – Rákospalota, 1934. december 31.) polgári iskolai tanár, igazgató.

## Életútja
Szalai Károly iparos és Elefánti Mária fiaként született. Középiskoláit szülővárosában, egyetemi tanulmányait Kolozsvárott végezte, ahol középiskolai tanári oklevelet szerzett. Egyetemi tanulmányai mellett a római katolikus teológiát is elvégezte Nyitrán. Mint piarista tanár Privigyén, Kisszebenben, Sátoraljaújhelyen, Podolinban, Magyaróváron, Veszprémben, Kecskeméten és Nagykárolyban működött. 1905-ben kilépett a rendből és a soproni főgimnáziumban nyert elhelyezést, majd Pestre ment és 1907-től Rákospalotán tanított. 1913-ban az újonnan felállított községi polgári iskola igazgatójává választották. A világháború és a forradalmak alatt széleskörű emberbaráti, hazafias, nemzeti tevékenységet fejtett ki. Számos szociálpolitikai vonatkozású cikke jelent különböző lapokban, többek között a Nép c. napilapban. A kommün alatt elmozdították állásából. Élénk részt vett Rákospalota társadalmi életében mint a Keresztényszocialista Párt rákospalotai csoportjának elnöke, az Országos Központi Hitelszövetkezet rákospalotai fiókjának igazgatósági tagja, a Polgári Iskolai Egyesület pestkörnyékei szervének alelnöke. A Petőfi Társaság és számos kari és társadalmi egyesület tagja volt. 1905. október 22-én vette feleségül Szepesi Mária Alojzia Gabriellát Budapesten.